# 河崎寅吉
河崎 寅吉（かわさき とらきち、生没年不詳）は、日本の政治家、実業家。広島県会議員、広島市会議員。福島町青年団長、町役員。陸軍用達及肥料製造。河崎牛皮筋骨類化製工場、河崎獣皮工場各代表。広島市政調査会理事。

## 経歴
広島市私塾清輝社に入り漢籍を修めた。

## 人物
処世の信条は階級打破、人類平等。趣味は謡曲。本籍は広島市観音町。住所は観音町、福島町。